# Amalie Kvist Nybroe
Amalie Kvist Nybroe (født 16. februar 1998 i Uvelse) er en cykelrytter fra Danmark, der kører for Team Friis ABC ACR.
Hendes største individuelle resultat kom da hun ved DM i landevejscykling 2023 i Aalborg vandt bronzemedalje i linjeløbet. Her blev hun kun overgået at udlandsprofesionelle Rebecca Koerner fra Uno-X Pro Cycling Team og ABC-holdkammerat Marie-Louise Hartz Krogager.